# Chhutmalpur
Chhutmalpur é uma vila no distrito de Saharanpur, no estado indiano de Uttar Pradesh.

## Geografia
Chhutmalpur está localizada a 30° 02′ N, 77° 45′ L. Tem uma altitude média de 279 metros (915 pés).

## Demografia
Segundo o censo de 2001, Chhutmalpur tinha uma população de 10,300 habitantes. Os indivíduos do sexo masculino constituem 53% da população e os do sexo feminino 47%. Chhutmalpur tem uma taxa de literacia de 66%, superior à média nacional de 59.5%; a literacia no sexo masculino é de 72% e no sexo feminino é de 60%. 17% da população está abaixo dos 6 anos de idade.